# Track & Field
Track & Field, conosciuto in Giappone come Hyper Olympic (ハイパーオリンピック?), è un videogioco sportivo del 1983 prodotto da Konami, in origine come arcade e poi convertito per diverse piattaforme casalinghe. Track & Field, dotato di alcuni seguiti, è stato il primo titolo arcade a proporre uno stile di gioco basato sulla rapida pressione di tasti, in concomitanza con Decathlon per i sistemi casalinghi. Sebbene non siano stati i primi titoli in assoluto a utilizzarlo, resero celebre il principio dello "smanettamento", ovvero azionamento alternato di due pulsanti o del joystick per simulare la potenza dell'atleta in proporzione alla velocità del giocatore, che è stato in seguito ripreso da molti titoli sportivi e non.

## Modalità di gioco
Nel gioco sono presenti sei discipline olimpioniche, tutte comprese nell'atletica leggera; in ogni evento si devono utilizzare in rapida alternanza due tasti per correre (o, nel caso del lancio del martello, per ruotare) e quindi va premuto un ulteriore tasto che, di volta in volta, serve per saltare o per lanciare un oggetto. Esistevano anche modelli arcade non originali basati sul joystick, da oscillare. I quattro giocatori possibili, che nelle prove di corsa gareggiano in due contemporaneamente, hanno quattro aspetti etnici diversi, tutti dotati di baffi.
Le sei prove, nell'ordine in cui si presentano, sono:
- 100 metri piani
- Salto in lungo
- Lancio del giavellotto
- 110 metri ostacoli
- Lancio del martello
- Salto in alto

Gli eventi sono mostrati sempre con visuale laterale e tribune affollate in lontananza, tranne il lancio del martello che è visto dall'alto. Il principio è sempre prendere il più possibile velocità con lo smanettamento e usare il terzo tasto con il massimo tempismo possibile.
Per avanzare nel gioco è necessario raggiungere un certo limite minimo prefissato, di tempo o di distanza: fallirlo per tre volte in una delle prove significa incorrere nel game over. A seconda delle impostazioni del cabinato, il gioco può terminare comunque dopo le 6 prove o ricominciare da capo con requisiti di qualifica aumentati.
Nella conversione per MSX il gioco è stato suddiviso in due titoli su cartuccia venduti separatamente, ciascuno con 4 discipline: Track & Field I (100m, salto in lungo, martello e la nuova 400m) e Track & Field II (110m, giavellotto, salto in alto e la nuova 1500m).
Anche nella conversione per NES ci sono differenze nelle discipline: rispetto alla versione arcade, infatti, manca il lancio del martello, ma sono presenti il tiro a volo, il tiro con l'arco e il salto triplo, per un totale di 8 discipline. Inoltre venne usato come musica introduttiva il brano Chariots of Fire, già usato nella versione arcade per la schermata dei punteggi più alti.

## Serie
I numerosi seguiti di Track & Field furono:
- Hyper Sports (1984) (Arcade)
- Konami '88 (1988) (Arcade)
- Track & Field II (1988) (NES)
- Track & Field (1992) (Game Boy)
- Hyper Athlete (1996) (Arcade, PS)
- Nagano Winter Olympics '98 (1998) (Arcade, N64, PS)
- International Track & Field 2000 (1999) (N64, PS, GBC)
- ESPN International Track & Field (2000) (DC, PS2, GBC)
- Konami Sports Series (2004)
- Track & Field 2006 (2006)
- New International Track & Field (2008) (NDS)
- Hyper Sports Winter (2010)